# Наравцевич, Борис Абрамович
Борис Абрамович Наравцевич (18 августа 1924, Пермь — 6 августа 1986, Горький) — советский театральный актёр, режиссёр, педагог, народный артист РСФСР (1985).

## Биография
Родился 18 августа 1924 года в Перми в семье театрального администратора Абрама Ошеровича Наравцевича (1899—1958) и Екатерины Израилевны Гуревич (1902—1987). В начале 1930-х годов семья переехала в Ленинград. В 1947 году окончил Школу-студию при Ленинградском Большом драматическом театре им. М. Горького, где дружил с Копеляном, Стржельчиком, Заблудовским. Проходил режиссёрскую стажировку у Товстоногова. В 1949—1952 годах играл в театре. Работал в Петрозаводске.
В 1952—1961 годах был режиссёром Астраханского ТЮЗа, с 1956 года работал главным режиссёром. В 1961—1962 годах — режиссёр Астраханского областного драматического театра им. Кирова. 
В 1963—1966 годах — главный режиссёр Воронежского ТЮЗа. В 1966—1970 годах служил главным режиссёром Рязанского ТЮЗа.
В 1970 году по предложению Анатолия Смелянского переехал в Горький, где в 1970—1986 годах был главным режиссёром Горьковского ТЮЗа. Первый же его спектакль «Три мушкетёра» стал настоящим культурным событием города. Театр оказался в центре внимания, на его спектакли трудно было достать «лишний билетик». Уделял большое внимание классике, создал на сцене ТЮЗа шекспириану: «Двенадцатая ночь», «Сон в летную ночь», «Виндзорские насмешницы». Ставил современные пьесы. При нём именно в Горьковском ТЮЗе впервые были поставлены многие пьесы А. Вампилова, А. Яковлева, М. Розовского, В. Железнякова. За 15 лет работы в ТЮЗе поставил более 40 спектаклей. Это время в истории театра называется «эпохой Наравцевича».
С 1971 года преподавал в Горьковском театральном училище.
Умер 6 августа 1986 года, похоронен на Горьковском кладбище «Марьина Роща».

### Семья
- Жена — Надежда Николаевна Наравцевич (Чернышева) (1924—2018), актриса.
  - Дочь — Елена Фирстова (род. 1954), актриса, режиссёр и педагог, Заслуженная артистка России (1994).

## Награды и премии
- Заслуженный деятель искусств РСФСР (3.06.1977)
- Народный артист РСФСР (15.03.1985)

## Работы в театре
- 1959 — «Тристан и Изольда» А. Я. Бруштейн
- 1963 — «Город на заре» А. Н. Арбузова
- 1968 — «Последние» М. Горького
- 1970 — «Три мушкетёра» по А. Дюма
- 1976 — «Двенадцатая ночь» У. Шекспира
- 1976 — «Мещанин во дворянстве» Мольера
- 1977 — «Именем Земли и Солнца» И. П. Друцэ (Ленинградский театр им. Ленсовета)
- 1979 — «Вначале было слово» Ю. Лиманова
- 1981 — «История Мальчиша-Кибальчиша» по А. П. Гайдару
- 1982 — «Сон в летнюю ночь» Шекспира
- 1985 — «Виндзорские насмешницы» Шекспира
- «Бойкот» по повести В. Железникова «Чучело»
- «Дикая собака Динго, или Повесть о первой любви» по Р. И. Фраерману
- «20 лет спустя» М. А. Светлова
- «Ревнивая к самой себе» Тирсо де Молина
- «Доходное место» А. Н. Островского
- «Воспитанница» А. Н. Островского
- «Руководство для желающих жениться» по А. П. Чехову
- «Любовь к одному апельсину» В. Синакевича
- «С весной я вернусь к тебе» по повести «Как закалялась сталь» Н. Островского
- «Разноцветные страницы» по стихотворениям С. Я. Маршака
- «Эй, ты, здравствуй!» Г. Мамлина
- «Песнь о Данко» по М. Горькому
- «Три сестры» А. П.Чехова
- «Дама с собачкой» А. П. Чехова